# Hygge

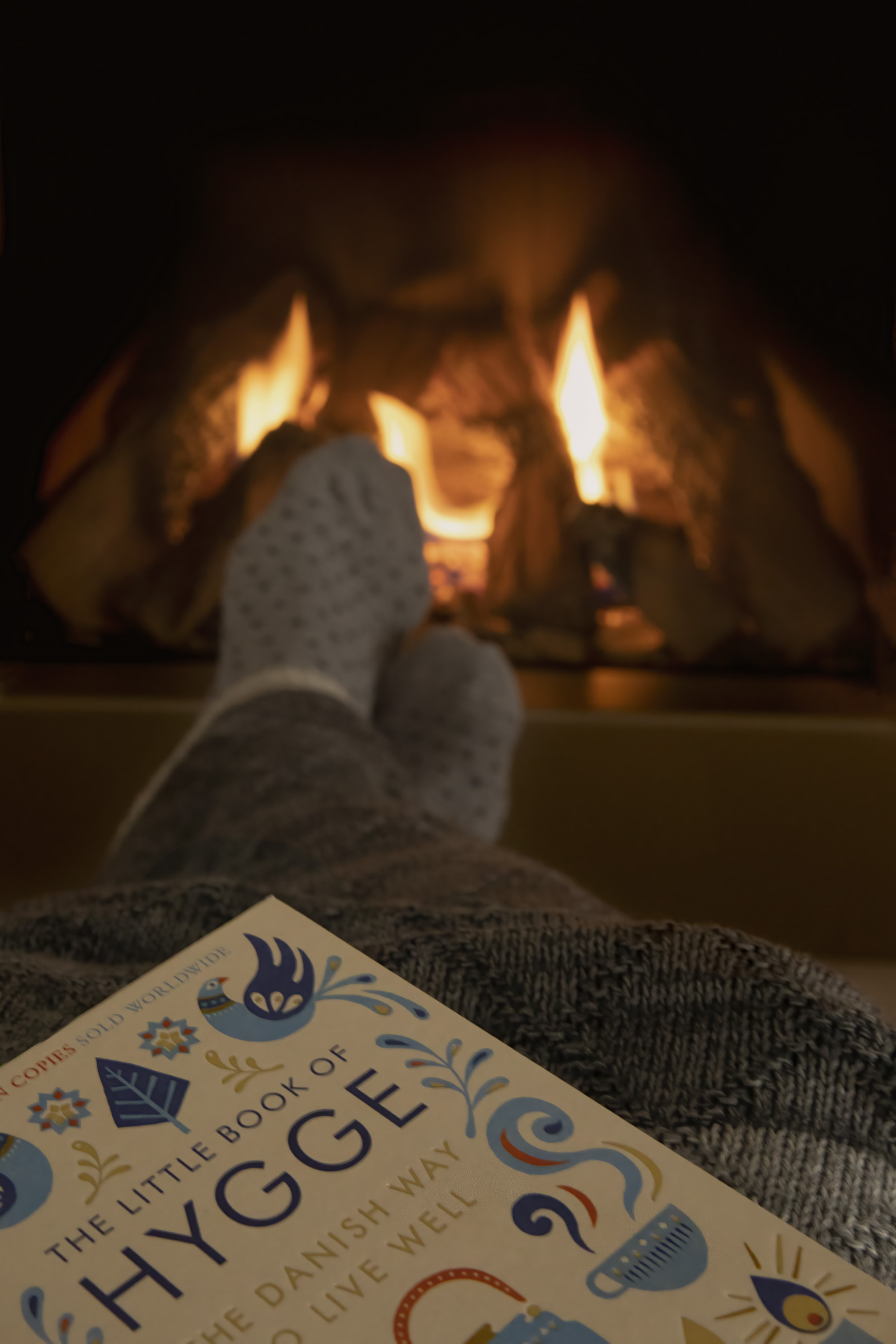
Foto de um momento hygge, do livro The Little Book of Hygge, de Meik Wiking

Hygge (/ˈh(j)uːɡə/, H(Y)OO-gə; Dinamarquês: [ˈhykə]; Norueguês: /ˈhŷɡːə/) é uma palavra em dinamarquês e norueguês que descreve um clima aconchegante e alegre, enfatizando o conforto e o convívio. Como categoria cultural com os seus conjuntos de práticas associadas, o hygge tem mais ou menos o mesmo significado em ambos os lugares e em ambas as línguas; no entanto, a ênfase no hygge como parte central da cultura dinamarquesa é um fenômeno recente, que data do século XIX e final do século XX. No século XXI, o conceito também se popularizou no exterior.

## Etimologia
Acredita-se que a palavra hygge se origine de uma palavra dinamarquesa que significa "valoroso, conforto, alegria". Hygge é uma variação de hyggja, que significa "pensar" em nórdico antigo. Hygge é uma variação de nórdico antigo hugr, que mais tarde virou hug, que significa alma, mente, consciência.
Mas especula-se que hygge pode derivar do homógrafo hug, originado na palavra hugge em 1560, que significa “abraçar”. Hugge é de origem desconhecida, mas está associado a um termo em nórdico antigo, hygga, "confortar", que vem de hugr, que significa "humor". Por sua vez, hugr é um cognato do inglês antigo hycgan e vem do germânico hugyan, que significa, como o nórdico antigo hyggja, "pensar, considerar".
Apareceu pela primeira vez na escrita dinamarquesa no século XIX e desde então evoluiu para a ideia cultural conhecida hoje na Dinamarca e na Noruega. Embora hygge tenha exatamente o mesmo significado em norueguês e em dinamarquês e seja uma palavra amplamente utilizada nos dois países (incluindo nas suas formas derivadas, como hyggelig), a ênfase específica em "hygge" como uma parte importante da identidade cultural é principalmente dinamarquês; na Noruega, "hygge" é apenas uma palavra, de status semelhante a "aconchegante".

## Utilização
Tanto em dinamarquês como em norueguês, hygge refere-se a "uma forma de união cotidiana", "uma experiência cotidiana agradável e altamente valorizada de segurança, igualdade, integridade pessoal e um fluxo social espontâneo".
Como substantivo, a palavra hygge significa algo agradável, aconchegante, seguro e próximo, referindo-se a um estado psicológico. O Happiness Research Institute, em Copenhague, estudou o efeito positivo da hygge na sociedade dinamarquesa.
O Collins English Dictionary define a palavra como "um conceito, originário da Dinamarca, de criação de ambientes acolhedores e de convívio que promovam o bem-estar".
Em "Semântica Cultural e Cognição Social: um Estudo de Caso sobre o Universo Dinamarquês de Significado", De Gruyter Mouton aborda como traduzir hygge para o inglês é altamente problemático. A diferença na tradução levou a diferentes interpretações da palavra.

## Impacto cultural do hygge na Dinamarca
Hygge é um modo de vida para os dinamarqueses que incorpora uma sensação de aconchego, simplicidade e presença. Os pesquisadores Smoyer e Miking definem a hygge como uma "prática restauradora" e enfatizam o forte compromisso dos dinamarqueses com ela. Meik Wiking, autor de The Little Book of Hygge, criou o Manifesto Hygge, que o quantifica em dez ideais: atmosfera, presença, prazer, igualdade, gratidão, conforto, união, harmonia, trégua e abrigo. Wiking acredita que esses dez ideais são qualidades essenciais para viver uma vida feliz.
Muitas tradições dinamarquesas diferentes são influenciadas pela hygge. Por exemplo, nos meses de inverno, os dinamarqueses costumam fazer comida caseira, como bolos ou almôndegas, do zero. Além disso, o hygge inspira o design de interiores dinamarquês ao longo do ano. Como a torta, o Natal, os suéteres, o chocolate quente e a sopa são tradições natalinas, o outono e o inverno podem parecer as únicas estações de hygge. Porém, momentos de hygge acontecem durante todo o ano, inclusive no verão. Exemplos de atividades ao ar livre em clima quente consideradas Hygge incluem piqueniques, churrascos, concertos, feiras de rua e ciclismo. No artigo de Lindsey Robert "6 maneiras de obter aquela sensação Hygge, mesmo no calor do verão", ela sugere dar uma segunda vida aos móveis, adicionar plantas dentro de casa, limpar o espaço, alternar tecidos, escolher peças marcantes e projetar áreas externas.
Hygge também influencia as prisões na Dinamarca. Em "Hygge: Food and the Construction of Safety among Incarcerated Women in Denmark" ("Hygge: Alimentação e a construção de segurança entre mulheres encarceradas na Dinamarca"), os pesquisadores Smoyer e Minke entrevistaram essas mulheres e descobriram que elas têm permissão para usar suas próprias roupas e tentar tornar suas celas o mais simples e aconchegantes possível. A pesquisa concluiu que a hygge é benéfica a elas e sua regeneração.

## Influência internacional
O conceito de hygge foi adotado em países fora da Dinamarca. Por exemplo, num artigo chamado "Home with Hygge", Broyles diz que os americanos muitas vezes sonham com coisas maiores e, no entanto, de acordo com o Relatório Mundial de Felicidade, ocupam apenas o 18º lugar, enquanto os dinamarqueses estão em geral classificados entre os três primeiros. Alguns começaram a incorporar o Manifesto Hygge em suas vidas como uma forma de simplificar. Hygge também afetou a Índia através de seu design de interiores distinto. Ashok Mohanni, vice-presidente do Conselho Nacional de Desenvolvimento Imobiliário do oeste, diz que os incorporadores nas cidades indianas estão sugerindo que os arquitetos incorporem o estilo de design simplista e aconchegante do hygge em novas construções.
A Suécia tem um conceito de cultura semelhante, o Lagom, descrito como "nem muito, nem muito pouco", incorporando assim valores semelhantes à atitude "menos é mais" do Hygge.